# Sion (Repubblica Ceca)
Sion è un piccolo castello della Repubblica Ceca, vicino a Kutná Hora. 

Fu fondato tra il 1426 e il 1427 dall'Hussita Jan Roháč of Dubá. 

Dopo un assedio di quattro mesi il castello fu conquistato e bruciato dagli alleati dell'imperatore Sigismondo nel 1437. 

Oggi del castello restano solo qualche pezzo del muro di pietra più qualche arcata e qualche scala.